# Jean Saint-Fort Paillard
Jean Gérard Saint-Fort Paillard (Saint-Cyr-l'École, 4 augustus 1913- Pebble Beach, 16 januari 1990) was een Frans ruiter, die gespecialiseerd was in dressuur. Paillard maakte zijn debuut tijdens de Olympische Zomerspelen 1948 met een zesde plaats individueel en de gouden medaille in de landenwedstrijd na de diskwalificatie van de Zweedse dressuurploeg. Vier jaar in Helsinki moest Paillard met de Franse ploeg genoegen nemen met de vierde plaats. Tijdens de Olympische Zomerspelen 1956 in Stockholm nam Paillard deel aan de eventing en eindigde individueel op een 25e plaats.

## Resultaten
- Olympische Zomerspelen 1948 in Londen: 6e individueel dressuur met Sous les Ceps
- Olympische Zomerspelen 1948 in Londen:  landenwedstrijd dressuur met Sous les Ceps
- Olympische Zomerspelen 1952 in Helsinki: 23e individueel dressuur met Tapir
- Olympische Zomerspelen 1952 in Helsinki: 4e landenwedstrijd dressuur met Tapir
- Olympische Zomerspelen 1956 in Stockholm: 25e eventing met Farceur
- Olympische Zomerspelen 1956 in Stockholm: uitgevallen landenwedstrijd eventing met Farceur

1928: von Langen, Linkenbach, Lotzbeck ·
1932: Lesage, Marion, Jousseaume ·
1936: Pollay, Gerhard, Oppeln-Bronikowski ·
1948: Jousseaume, Saint-Fort Paillard, Buret ·
1952: Saint Cyr, Boltenstern, Persson ·
1956: Saint Cyr, Boltenstern, Persson ·
1964: Boldt, Klimke, Neckermann ·
1968: Neckermann, Klimke, Linsenhoff ·
1972: Petoesjkova, Kizimov, Kalita ·
1976: Boldt, Klimke, Grillo ·
1980: Kovsjov, Oegrjoemov, Misevitsj ·
1984: Klimke, Sauer, Krug ·
1988: Klimke, Linsenhoff, Theodorescu, Uphoff ·
1992: Balkenhol, Uphoff, Theodorescu, Werth ·
1996: Balkenhol, Schaudt, Theodorescu, Werth ·
2000: Werth, Capellmann, Salzgeber, Simons-de Ridder ·
2004: Kemmer, Schmidt, Schaudt, Salzgeber ·
2008: Kemmer, Capellmann, Werth ·
2012: Hester, Bechtolsheimer, Dujardin ·
2016: Rothenberger, Schneider, Bröring-Sprehe, Werth ·
2020: von Bredow-Werndl, Schneider, Werth ·
2024: Wandres, von Bredow-Werndl, Werth
- Bibliothèque nationale de France: cb119233433 (data)
- International Standard Name Identifier: 0000 0003 8251 6424
- SNAC: w6vt2xxw
- Système universitaire de documentation: 027118274
- Virtual International Authority File: 265521555